# Krendowskia convexa
Krendowskia convexa är en kvalsterart. Krendowskia convexa ingår i släktet Krendowskia och familjen Krendowskiidae. Utöver nominatformen finns också underarten K. c. convexa.